# Walckenaeria intoleranda
Walckenaeria intoleranda är en spindelart som först beskrevs av Eugen von Keyserling 1886.  Walckenaeria intoleranda ingår i släktet Walckenaeria och familjen täckvävarspindlar. Inga underarter finns listade i Catalogue of Life.